# Rantzausgave
Rantzausgave er en herregård i Hvilsted Sogn, Hads Herred, Århus Amt. Den ligger ca. 15 km syd for Århus.
Den gamle hovedgård hed oprindeligt Kanne eller Kannegaard og kendes tilbage til 1300-tallet, hvor Karl von Kanne (født 1280 i Skåne, Sverige/Danmark og død 1340 på Kannegaard) grundlagde stedet. Karl von Kanne var søn af Amelung von Kanne (1242 i Lüdge-1330 i Skåne), som igen var søn af Bernhard 2. von Kanne. Slægtens stamfader var Heinrich von Kanne (født 1155) med domicil i Lüdge, Nordrhein-Westfalen, Tyskland. 
Efter Reformationen 1537 ejedes gården af brødrene Hans og Rasmus Mikkelsen, som hver besad en halvpart. Sammen førte de en lang og voldsom strid mod slægtninge, som var selvejerbønder i landsbyen Balle, om hvor skellet mellem ejendommene gik. 
Senere kom gården under Kronen, men Svenskekrigene hærgede siden landet, og således også Kanne, der led samme skæbne. Kongen gav i 1661 bevilling til at enken efter en kaptajn Bødtker fik lov til at anvende gården. Senere i 1600-tallet skiftede gården ejer nogle gange og i 1695 fik ejeren, admiral Jens Rodsteen ophøjet stedet til en adelig sædegård. Ved hans død i 1707 havde godset nået en størrelse af 250 tdr. hartkorn.
Gården gik dernæst i arv til oberst Frederik Christian Rantzau på Rodstenseje. Ved giftermål med Rantzaufamilien i 1767 overgik gården til ritmester, stiftamtmand og gehejmekonferensråd Ditlev Pentz. Formentlig på grund af hustruens baggrund i Rantzau-familien fik Pentz i 1768 bevilling til at forandre herregårdens navn til det nuværende: Rantzausgave.
Herregården skiftede ejere adskillige gange i 1800-tallet. Den hørte under under Henrik Møller, den senere ejer af Nissumgård, og senere i århundredet havde den fælles ejer med Åkær, C.P.S. Neergaard. Neergård opførte en ny hovedbygning i 1873, men solgte i 1909 Rantzausgave til H.S. Tingleff, som det følgende år solgte til Odder og Omegns Udstykningsforening. Foreningen udstykkede 20 husmandsbrug og frasolgte efterfølgende hovedparcellen med resterne af gården, der var brændt ned samme år.
Hovedbygningen fra 1873 fremstår som et enetages gulpudset stuehus. Oprindeligt var bygningen forsynet med kamtakker og taget var udført som helvalm og tækket med skifer, men efter branden blev den genopført som halvvalm, taget dækket med tegl og bygningen reduceret med et fag i hver ende.
I dag ejes Rantzausgave af Claus Wiese fra Sophienlund i Gjesing. Gårdens tidligere kornmagasin er med støtte fra Realdania blevet konverteret til kontorlokaler og huser et konsulentfirma.